# Fenestrulina delicia
Fenestrulina delicia är en mossdjursart som beskrevs av Winston, Hayward och Thomas Craig 2000. Fenestrulina delicia ingår i släktet Fenestrulina och familjen Microporellidae. Arten har ej påträffats i Sverige. Inga underarter finns listade i Catalogue of Life.